# U-431
Lo U-431 fu un sommergibile (U-boot) della Marina militare tedesca, parte della classe Tipo VIIc ed entrato in servizio nell'aprile 1941.
Attivo durante la seconda guerra mondiale, dopo un breve periodo nell'oceano Atlantico operò principalmente nel teatro del Mediterraneo in forza alla 29. Flottille di base a La Spezia; in totale affondò sei navi mercantili, una nave ausiliaria e due unità militari, operando sotto due comandanti distinti in 16 missioni di guerra. Il battello fu poi affondato il 21 ottobre 1943 al largo delle coste orientali della Spagna da un aereo britannico.

## Storia
Ordinata ai cantieri della Schichau-Werke di Danzica il 23 settembre 1939, l'unità fu impostata il 4 gennaio 1940 e varata il 2 febbraio 1941 con l'appellativo di U-431; l'unità entrò poi in servizio il 5 aprile 1941 sotto il comando del Kapitänleutnant Wilhelm Dommes, in forza alla 3. Flottille di Kiel per l'attività di addestramento. Completata la fase di formazione dell'equipaggio, nel giugno 1941 il battello si trasferì a Trondheim e il 10 luglio salpò per la sua prima missione di guerra, entrando in Atlantico e raggiungendo la base di Saint-Nazaire in Francia l'11 agosto seguente. Impegnato contro i convogli navali alleati in Atlantico, il 2 ottobre 1941 lo U-431 fece la sua prima vittima silurando e affondando circa 600 miglia a est di Capo Race il piroscafo britannico Hatasu, rimasto separato dal convoglio ON-19.
Il 16 novembre il battello ricevette l'ordine di trasferirsi da Saint-Nazaire alla base di La Spezia; una volta nel Mediterraneo, lo U-431 fu inviato a pattugliare le acque egiziane e il 13 dicembre colpì con un siluro la petroliera britannica Myriel poco a nord di El Alamein: la nave tuttavia non affondò e fu riportata con successo ad Alessandria d'Egitto. Il 29 gennaio 1942 il sommergibile attaccò il convoglio TA-21 al largo di Bardia, colando a picco con un siluro il peschereccio armato britannico HMS Sotra; il 20 maggio invece lo U-431 attaccò il convoglio AT-46 sempre al largo di Bardia, colpendo e affondando con siluro la petroliera britannica Eocene. Operando dalla nuova base di Salamina in Grecia, il 15 giugno lo U-431 attaccò al largo di Tobruch il mezzo da sbarco britannico LCT-119, portato a spiaggiarsi dopo essere stato danneggiato a cannonate; il 2 novembre seguente, invece, il sommergibile fu attaccato da un aereo al largo delle coste dell'Algeria e, danneggiato, dovette rientrare a La Spezia.
Il 10 novembre 1942 le truppe anglo-statunitensi diedero inizio all'invasione delle colonie francesi del Nordafrica (operazione Torch), e lo U-431 fu inviato a contrastare le forze navali impegnate nell'azione: quello stesso 10 novembre il battello silurò e affondò il cacciatorpediniere britannico HMS Martin (erroneamente scambiato per un incrociatore classe Leander) a nord-est di Algeri, mentre il 13 novembre seguente il sommergibile centrò con due siluri e colò a picco il cacciatorpediniere olandese Hr. Ms. Isaac Sweers al largo delle coste algerine. Il 6 gennaio 1943, dopo dieci missioni di combattimento con lo U-431, il Kapitänleutnant Dommes cedette il comando del battello all'Oberleutnant zur See Dietrich Schöneboom; tra il 23 e il 26 gennaio il sommergibile operò al largo delle coste orientali di Cipro affondando quattro piccoli pescherecci battenti bandiera egiziana o siriana, ma nei mesi seguenti non fece registrate altri successi.
Lo U-431 partì da Tolone il 26 settembre 1943 per la sua ultima missione di guerra; il 21 ottobre seguente, mentre si trovava nel Mediterraneo occidentale all'altezza di Cartagena in Spagna, il battello fu attaccato da un bombardiere Vickers Wellington britannico: centrato da alcune bombe di profondità, il sommergibile affondò nella posizione 37° 23' N, 00° 35' e senza superstiti tra l'equipaggio. L'affondamento dello U-431 fu inizialmente attribuito al sommergibile britannico HMS Ultimatum in data 30 ottobre 1943, ma il bersaglio di quell'attacco fu in realtà lo U-73 che non riportò alcun danno nell'azione.